# Escandón-Pass
Der Escandón-Pass, spanisch Puerto Escandón oder Puerto de Escandón, ist ein 1218 msnm hoher spanischer Gebirgspass, über den Straße und Eisenbahn führen. Er liegt am Rande des Iberischen Gebirges und verbindet die Stadt Teruel in Aragonien mit den Gebieten entlang der Mittelmeerküste in den Provinzen Valencia und Castellón. Über den Pass verläuft die Wasserscheide zwischen dem Río Turia und dem Río Mijares, die beide ins Mittelmeer fließen.

## Verkehr

### Straße
Über den Pass führt die Autovía A-23 Autovía Mudéjar, die Nationalstraße N-234, die Burgos mit Sagunt verbindet, und die 167,5 km lange Radfernroute Vía Verde de Ojos Negros.

### Eisenbahn
Die Bahnstrecke Saragossa–Teruel–Sagunt führt über den Pass. Der Abschnitt Teruel–Sagunt wurde von der Compañía del Ferrocarril Central de Aragón gebaut und ging 1901 in Betrieb. Der Bahnhof auf der Passhöhe hatte eine rein betriebliche Funktion – es konnten die bei Güterzügen zusätzlich für das Erklimmen des Passes benötigten Lokomotiven beiseite gestellt werden. Im Bahnhof gibt es heute noch lange Gleise, wo Güterzüge auf der einspurigen Strecke kreuzen und überholen können.